# Partit Demòcrata i Liberal del País Valencià

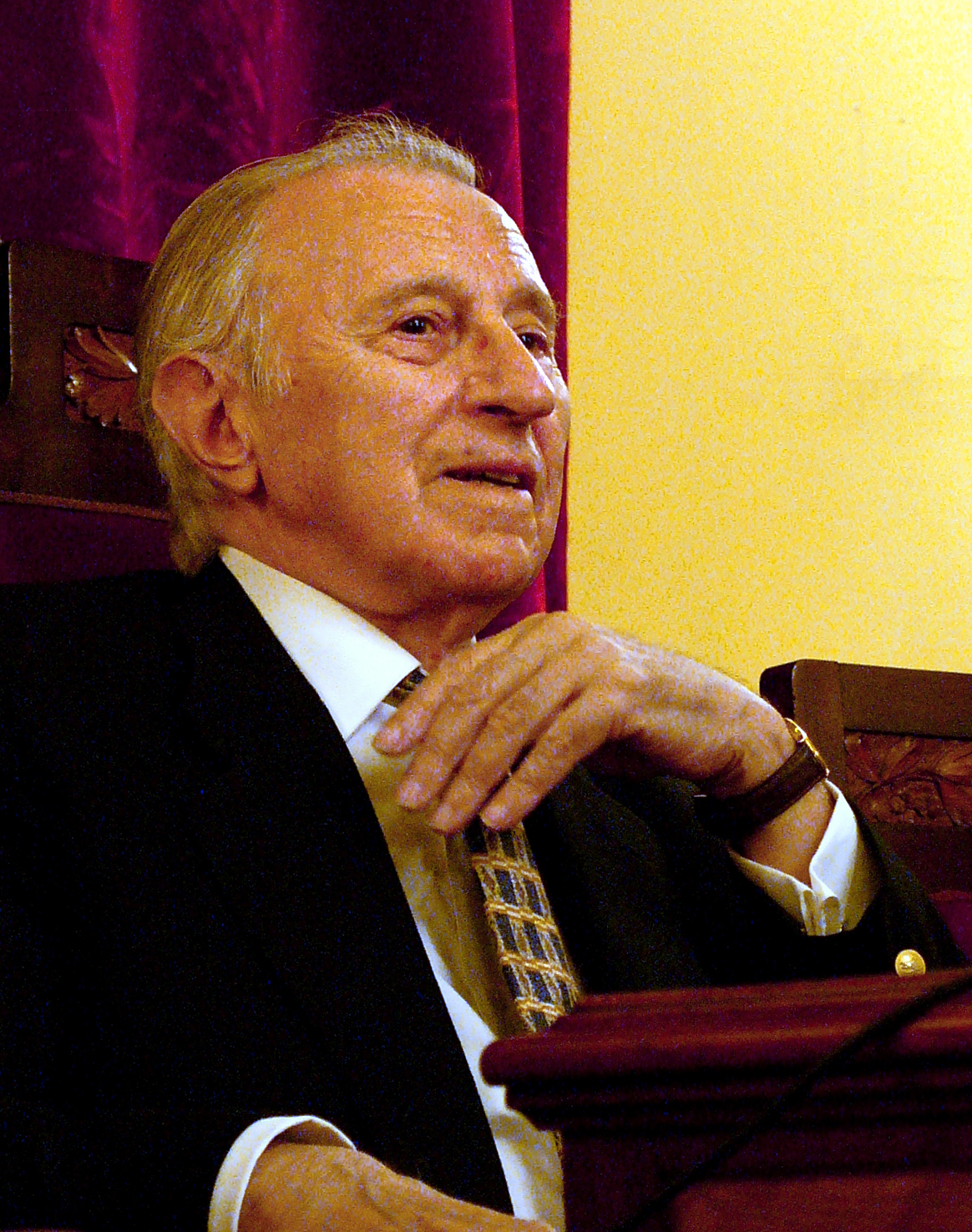
Francesc de Paula Burguera, representant de l'ala valencianista de l'UCD.

El Partit Demòcrata i Liberal del País Valencià fou un partit polític d'ideologia valencianista i liberal-demòcrata fundat el 1974. El 1977 es va integrar a la Unió de Centre Democràtic (Unión de Centro Democrático, UCD). Els seus referents van ser Francesc de Paula Burguera, Joaquín Muñoz Peirats i José Antonio Noguera de Roig.
El PDLPV representava l'ala valencianista de la Unió de Centre Democràtic, coalició de partits conservadors sense una tradició política concreta, i que al principi, ni tan sols guardava una excessiva homogeneïtat interna. Als inicis de la formació, el PDLPV era juntament al Partido Popular Regional Valenciano Autonomista d'Emilio Attard, el nucli de la UCD al País Valencià. En 1977, any en què el PDLPV es va sumar a la coalició, el líder d'UCD al País Valencià, Emilio Attard, arribava a signar un pasquí electoral on la coalició se situava en contra del centralisme (qualificat de repel·lent) i a favor de l'autonomia dels països o regions de l'Estat Espanyol. Tot i la influència que els militants del PDLPV tenien en aquella UCD primigènia, conforme la manca d'acord sobre la qüestió autonòmica anava fent-se palès, la UCD comença a desentendre's de les motivacions autonomistes, alineant-se junt al bàndol blaver en la batalla de València.
La derrota que electoral que UCD va patir a la circumscripció de València en les eleccions generals de 1977 va fer que UCD començara a qualificar al PSOE de catalanista, alhora que els sectors liberals i autonomistes d'UCD eren sancionats i abandonaven la formació, passant Burguera al grup mixt en el congrés dels diputats. Tanmateix hi hagueren militants del partit que romandrien a UCD i participarien de l'estratègia anticatalanista de la formació, com Vicente Garrido Mayol, Juan Marco Molines o Enric Monsonís.
Posteriorment militants del PDLPV fundarien el Partit Nacionalista del País Valencià, juntament amb els militants d'UDPV que no van voler sumar-se a UCD i al sector valencianista expulsat del PSOE, liderat per Josep Lluís Albinyana.